# ساركار (فلم هندي)
ساركار  (الهندية: सरकार الترجمة الهندية: «الحاكم» أو «صاحب السلطة» أو «السيد الأعلى») هو فيلم إثارة درامي هندي صدر سنة 2005 للمخرج رام غوبال فارما ضمن صنف أفلام السياسة والجريمة. وهو مستوحى جزئياً من الفيلم الأمريكي العراب. حيث تتوغل أحداثه في عالم السياسة الهندي الفاسد لعائلة يشكل فيها الأب والابن عصب المافيا القوي.
يختلف الفيلم عن جميع إنتاجات بوليوود التقليدية لخلوه من مشاهد الرقص والغناء المعتادة وهو من بطولة نخبة من عمالقة كبار نجوم بوليوود على رأسهم أميتاب باتشان، أبهيشيك باتشان، كاي كاي مينون، كوتا سرينيفاسا راو، كاترينا كايف، تانيشا موكرجي، أنوبام خير.
تم إنتاج الجزء الثاني للفيلم تحت عنوان ساركار راج سنة 2008 بمشاركة مميزة للنجمة آيشواريا راي باتشان الفرد الثالث لعائلة باتشان وتمت أرشفة هذا الجزء بعد عرضه الأول في مهرجان نيويورك السينمائي الآسيوي ضمن قائمة أحسن الأفلام في أكاديمية فنون وعلوم الصور المتحركة.

## الممثلون
- أميتاب باتشان
- أبهيشيك باتشان
- كاي كاي مينون
- كاترينا كايف
- تانيشا موكرجي
- كوتا سرينيفاسا راو
- أنوبام خير
- رافي كالي
- فيرندرا ساكسينا
- سوبريا باتاك
- نيشا كوثري
- روكسار
- إشرات علي
- راجو مافاني
- زاكر حسين
- أنانت جوغ
- ديباك شيرك
- كاران كابور
- جيفا
- مانغال كينكري
- سورابه دوبي

## وصلات خارجية
- ساركار على موقع IMDb (الإنجليزية)
- ساركار على موقع نتفليكس (الإنجليزية)
- ساركار على موقع قاعدة بيانات الأفلام العربية
- ساركار على موقع ألو سيني (الفرنسية)
- ساركار على موقع Turner Classic Movies (الإنجليزية)
- ساركار على موقع أول موفي (الإنجليزية)
- ساركار على موقع فيلمافينيتي (الإسبانية)
- ساركار على موقع قاعدة بيانات الفيلم (الإنجليزية)
- ساركار على موقع ليتربوكسد (الإنجليزية)
- ساركار على موقع كينوبويسك (الروسية)
- معلومات عن الفيلم الهندي ساركار 2005
- الفيلم الهندي ساركار على موقع بوليوود هونغاما
- الفيلم الهندي ساركار على موقع السينما.كوم